# Купон

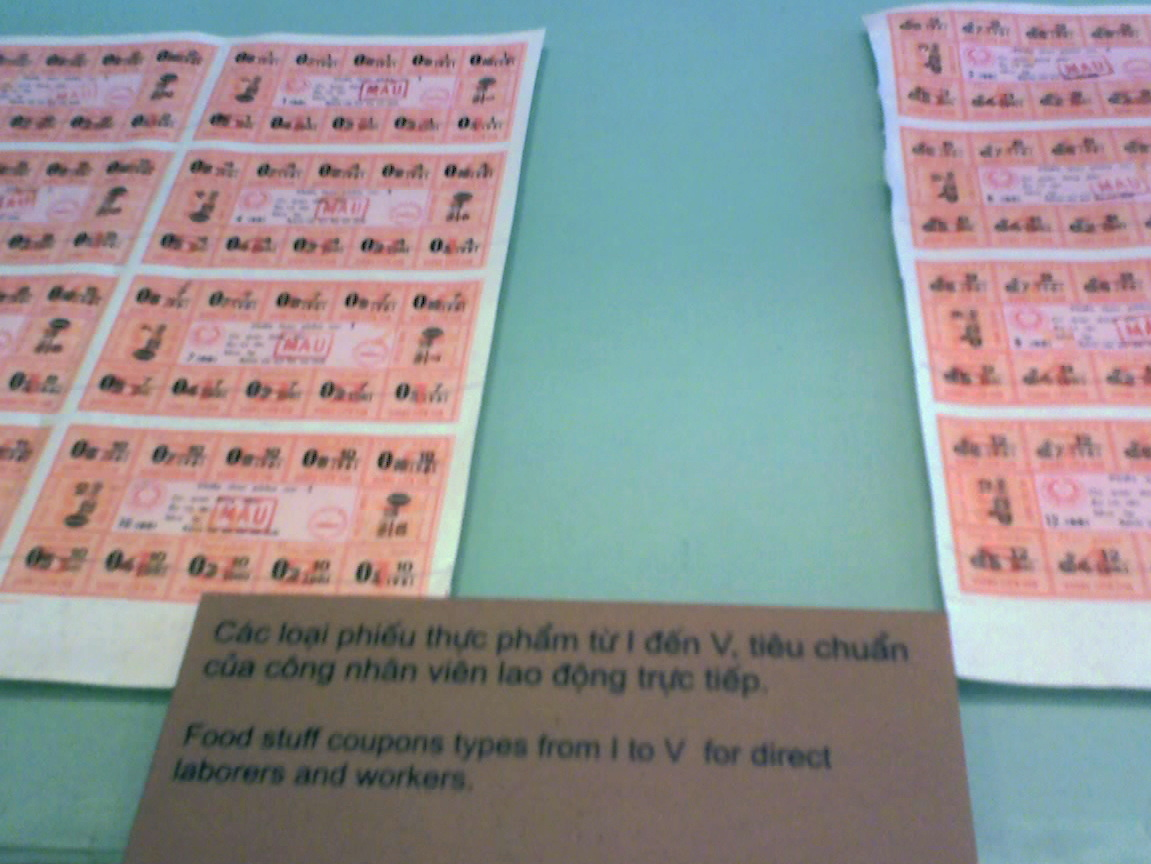
Продовольчі талони типу I—V для прямих РАЗНОРОБОЧИЕ і робітників під В'єтнамі, 1976—1986

Купо́н (фр. coupon de réduction, «купон на знижку», від фр. couper, «різати») — у маркетингу квиток або документ, який можна використовувати для отримання знижки або подарунку при покупці продукту.
Зазвичай купони випускаються виробниками споживчих товарів або роздрібними продавцями для використання в роздрібних магазинах в рамках рекламних акцій. Вони часто широко поширюються поштою, за допомогою купонних конвертів, через журнали, газети, інтернет (соціальні мережі, електронна розсилка), безпосередньо продавцями і за допомогою мобільних пристроїв, таких як мобільні телефони. Оскільки тільки споживачі, які усвідомлюють ціну, ймовірно, витратять час, щоб зажадати економію, купони діють як форма цінової дискримінації, дозволяючи рітейлерам пропонувати нижчу ціну тільки тим споживачам, які в іншому випадку пішли б в інше місце. Крім того, купони також можуть бути вибірково орієнтовані на регіональні ринки, на яких цінова конкуренція велика.
В уряді купон — це паперовий сертифікат, який використовується для отримання допомоги або дозволу.

## Вимова
Слово французького походження, вимовляється як [купɔ̃]. У Великій Британії, Сполучених Штатах і Канаді воно вимовляється [ˈkuːpɒn] Koo-pon. Загальна альтернативна американська вимова [ˈkjuːpɒn] KEW-pon.

## Історія

### Походження

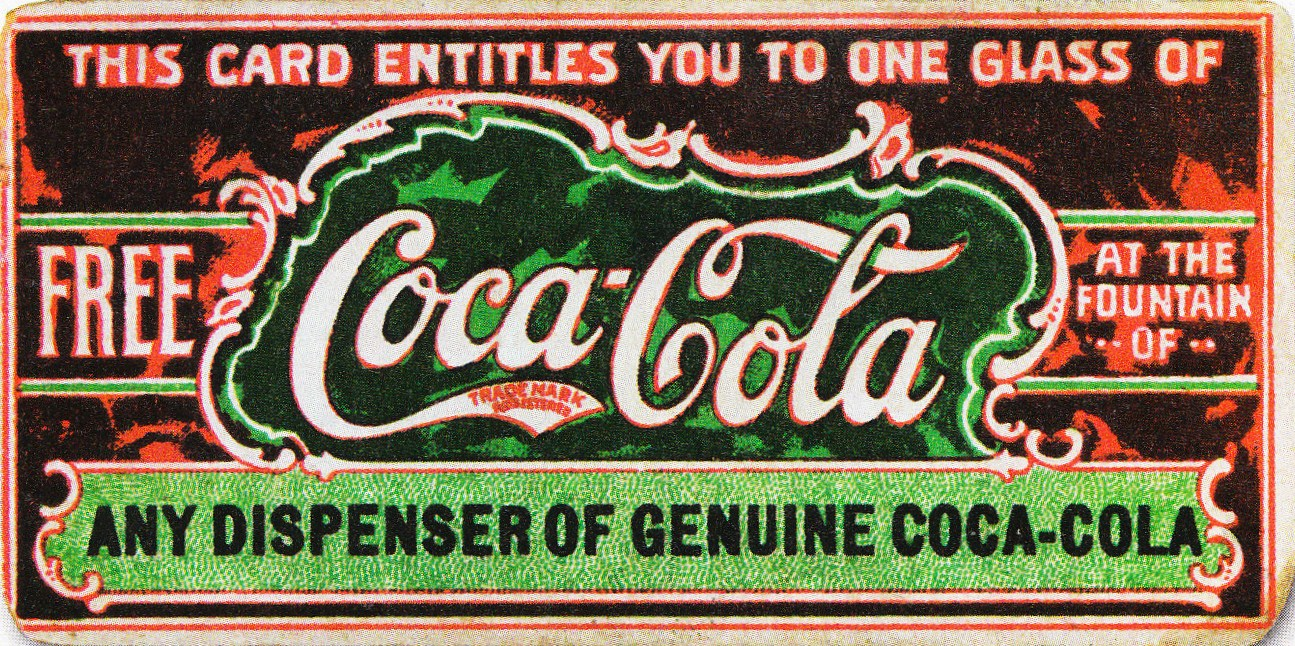
Вважається, що це перший купон в історії, цей квиток на безкоштовний стакан Coca-Cola був вперше поширений в 1888 році, щоб допомогти просунути напій. До 1913 року у компанії викупили 8,5 мільйона квитків.

У 1886 році компанія The Coca-Cola була зареєстрована в Атланті, штат Джорджія, з Аса Кендлер в якості одного з партнерів. Він перетворив Coca-Cola з незначного тоніка в прибутковий бізнес, використовуючи рекламні методи. Маркетинговим ходом Кендлера було надання співробітникам компанії і торговим представникам безкоштовних купонів для Coca-Cola. Купони були надіслані поштою потенційним клієнтам і розміщені в журналах. Компанія надала фонтан содової, безкоштовний сироп для покриття витрат на безкоштовні напої. За оцінками, в період з 1894 по 1913 рік в один із дев'яти американців отримав безкоштовну кока-колу на загальну суму 8 500 000 безкоштовних напоїв. До 1895 року Кендлер оголосив акціонерам, що Coca-Cola обслуговується в кожному штаті США.
В Австралії споживачів перший вступив в контакт з коли купонів компанія під назвою магазин Doket сприяли пропозиції і знижки на задній торгових надходжень в 1986 році

## Типи і використання
До купонах застосовуються різні типи цінностей, такі як знижки, безкоштовна доставка, «Купи один, отримай один безкоштовно», обмін на викуп, купони для нових клієнтів, безкоштовне пробне пропозицію, пропозиції щодо запуску, святкові пропозиції і безкоштовні розпродажі. Точно так само існують різні варіанти використання купонів, які включають: стимулювання продажів, зниження ціни на конкретний товар або предмети, надання безкоштовного зразка або допомогу маркетологам в більш чіткому розумінні демографії їх клієнтів.

### Функція
Купони можуть використовуватися для дослідження чутливості до ціни різних груп покупців (шляхом розсилки купонів з різними значеннями в доларах в різні групи). Крім того, зазвичай передбачається, що покупці, які роблять зусилля по збору та використання купонів, більш чутливі до ціни, ніж ті, хто цього не робить. Отже, оголошена ціна, що сплачується нечутливими до ціни покупцями, може бути збільшена при використанні купонних знижок для підтримки ціни для чутливих до ціни покупців (які не будуть купувати за вищою ціною).

### Продуктові купони
Купони магазину — це купання знижки, пропоновані для певного товару або групи товарів. Випусковий магазин буде приймати свої власні «купони магазину», але деякі магазини також братимуть купони магазину, випущені конкурентами.
Купони, випущені виробником продукту, можуть бути використані в будь-якому магазині, що приймає купони, який несе цей продукт.
Купони виробника мають перевагу в тому, що вони продаються в різних магазинах, а не тільки в одному магазині.
Продуктові купони є стимулом для людей, які хочуть заощадити гроші, але купони виробників в першу чергу призначені для реклами продуктів і залучення нових клієнтів за допомогою фінансових стимулів. Вони також можуть бути використані для збільшення продажів газет або інших публікацій. Наприклад, люди можуть придбати кілька копій газети або журналу, щоб використовувати купони, що містяться в них.
Деякі продуктові магазини регулярно подвоюють вартість продуктового купона, щоб показати велику знижку, що впливає як стимул для залучення клієнтів в свої магазини. Крім того, магазини можуть проводити спеціальні заходи, де вони подвоюють або потроюють знижки в певні дні або тижні. Чи буде конкретна продуктова мережа подвоїти або потроїти купони, зазвичай залежить від початкової вартості купона.

### Закінчення терміну придатності
У більшості купонів є термін придатності, після якого вони не будуть прийняті. Наприклад, різдвяні купони дійсні тільки протягом різдвяного тижня. Американські військові комісари за кордоном нагороджують виробників купонами на термін до шести місяців після закінчення терміну придатності.

## Способи доставки
Клієнти можуть отримати ці купони з різних джерел, включаючи національні газети та Інтернет, при цьому вебсайти, які пропонують безкоштовні роздруковані продуктові купони, можна роздрукувати вдома і використовувати в роздрібному магазині. Деякі великі продуктові мережі також виробляють цифрові купони, які можуть бути завантажені на карту лояльності роздрібного продавця будинку або в автоматі видачі купонів, розташованому в магазині. У 2011 році п'ятьма найбільш поширеними інструментами для поширення споживчих купонів на упаковані товари в США були: «Вільно що стоїть вставка», буклет купонів, що розповсюджується через газети та інші джерела (89,4 %); поширення в магазині (4,2.%); пряма поштова розсилка (2,3 %); журнали (1,5 %); і купони, розподілені на упаковці або в упаковці продукту (1,3 %). На інші методи поширення разом припадало менше 2 % всіх поширених купонів. Існують вебсайти, що надають купони, які надають покупцям купони різних магазинів. Ці сайти накопичують купони з різних джерел.

### Друковані ЗМІ
Обрізка купонів з газет була найпопулярнішим способом отримання купонів, хоча купони Інтернету і мобільних телефонів набувають все більшої популярності.
Деякі підприємства роздрібної торгівлі і компанії використовують методи перевірки, такі як унікальні штрих-коди, ідентифікаційні номери купонів, голографічні друку і папір з водяними знаками, як захист від несанкціонованого копіювання або використання.
Крім газет, є також видавці і продавці купонних книжок, які збирають ваучери і купони в книги, або для продажу, або безкоштовно.

### Інтернет купони
Інтернет-магазини часто називають купони «кодами купонів», «промо-кодами», «промо-кодами», «кодами знижок», «кодами клавіш», «промо-кодами», «надлишковими кодами», «переносяться кодами», " покупками ", " коди ваучерів ", " коди винагород ", " ваучери на знижку ", " коди рефералів «або» вихідні коди ". Інтернет-купони зазвичай надають знижену вартість або безкоштовну доставку, певний долар, процентну знижку або отримання кешбек, в той час як деякі пропонують заохочувати споживачів купувати певні продукти або купувати у певних роздрібних продавців. Оскільки паперові купони було б важко поширювати і використовувати, як правило, секретні слова або коди лунають споживачам для введення при оформленні замовлення. Маркетологи можуть використовувати різні коди для різних каналів або груп, щоб диференціювати показники відгуку.

### Мобільні купони
Мобільний купон — це електронний квиток, запитаний і / або доставлений на мобільний телефон, який можна обміняти на фінансову знижку або знижку при купівлі товару або послуги. Купони зазвичай випускаються виробниками споживчих товарів або роздрібними торговцями, які використовуються в роздрібних магазинах в рамках стимулювання збуту. Вони часто поширюються через WAP Push через SMS або MMS, через технологію GEO Fencing або інші мобільні засоби. Покупець викуповує купон в магазині або онлайн. У деяких випадках клієнти можуть використовувати мобільний купон в точці продажу. Деякі роздрібні продавці можуть направити викуп в розрахункову палату для остаточної обробки.
Унікальність мобільних купонів полягає в тому, що в них зберігається інформація про їх терміні дії, який часто не діє після закінчення терміну дії самих купонів, що викликає фактичні покупки в більш пізні терміни. Дослідники підозрюють, що це викликано активністю мобільного пристрою.
Мобільні купони користуються популярністю серед клієнтів швидкого харчування в США. Основними факторами успіху для SMS-кампаній є розмір знижки, то, як визначається розмір знижки (в якості подарунка або у відсотках) і час проведення кампанії.
Багато роздрібні продавці підтримують погашення поштових та паперових купонів через мобільні пристрої. На додаток до розповсюдження таких пропозицій через власні списки адрес електронної пошти, підписки на SMS і додатки, вони також часто стають доступними через додатки купонів.

### Купони для мобільних додатків
Купон мобільного додатка може бути або звичайним купоном на погашення (значення знижки або відсоток знижки), що використовуються при оформленні замовлення, поширюваним творцями програми, або унікальними персональними кодами обміну, якими володіє кожен користувач, для залучення нових користувачів з реферальним перевагами (наприклад, Airbnb, Uber). Остання форма вимагає особистого обміну від імені користувачів в їх особистих мережах.

## Оподаткування
Залежно від юрисдикції, купони можуть або не можуть зменшити податок з продажів, який повинен бути оплачений споживачем. Це часто залежить від того, хто спонсорує купон. Якщо купон випущений продавцем, продукт ніколи не пропонувався за початковою ціною, і купон є зменшення сплаченої суми і податку. Якщо купон випущений виробником, первісна ціна все ще виплачується, але частина ціни покривається виробником, а не споживачем, і повна ціна залишається оподатковуваного. Це має місце з коробками конвертерів, які мають право на купон в Сполучених Штатах, які частково компенсують примусове перетворення в цифрове телебачення.

## Торговий
Виробники купонів можуть або не можуть встановлювати обмеження на купони, обмежуючи їх переносимість, щоб купони залишалися на цільовому ринку. Оскільки такі обмеження не є універсальними і їх важко і / або дорого застосовувати, в галузі допускається торгівля обмеженим купоном. Клуби організованого обміну купонів зазвичай зустрічаються в регіонах, де поширюються купони. Часто купони доступні для покупки на деяких онлайн-сайтах, але, оскільки більшість купонів заборонено продавати, плата вважається за час і зусилля, докладені для їх викупу.